# 3 (album, Vladimír Mišík a Etc…)
3 (též označováno jako Etc… 3) je třetí album Vladimíra Mišíka a skupiny Etc…. Vydáno bylo v roce 1987 ve vydavatelství Supraphon. V roce 2022 vyšla reedice na CD i LP.

## Seznam skladeb
| Strana 1 | Strana 1       | Strana 1               | Strana 1 | Strana 1 |
| Pořadí   | Název          | Hudba                  | Text     | Délka    |
| -------- | -------------- | ---------------------- | -------- | -------- |
| 1.       | Dobrý ráno     | Hrubý                  | Dědeček  | 6:18     |
| 2.       | Výkřiky ze sna | Skoumal                | Dědeček  | 3:08     |
| 3.       | Malá paní      | Mišík, Hrubý, Kulhánek | Kainar   | 5:10     |
| 4.       | Dopis          | Mišík                  | Mišík    | 3:10     |
| 5.       | Vanda a Žanda  | Kubeš                  | Šrut     | 3:22     |

| Strana 2 | Strana 2                  | Strana 2               | Strana 2 | Strana 2 |
| Pořadí   | Název                     | Hudba                  | Text     | Délka    |
| -------- | ------------------------- | ---------------------- | -------- | -------- |
| 1.       | Déjà vu                   | Skoumal                | Šrut     | 4:28     |
| 2.       | Kdo přijde po mně         | Skoumal                | Dědeček  | 3:40     |
| 3.       | Samotáři                  | Mišík                  | Kainar   | 4:46     |
| 4.       | Blues o křestních listech | Mišík, Hrubý           | Kainar   | 4:28     |
| 5.       | Tma stéká do kaluží       | Mišík, Hrubý, Kulhánek | Hrabě    | 2:58     |

## Sestava
- Vladimír Mišík – zpěv

Etc…
- Jan Hrubý – housle
- Jaroslav Nejezchleba – violoncello
- Petr Skoumal – klávesové nástroje
- Stanislav Kubeš – kytara, mandola
- Vladimír Kulhánek – baskytara
- Pavel Skala – bicí, perkuse